# Émeutes de 2022 à Zahedan
Les émeutes de 2022 à Zahedan renvoient initialement à la tentative avortée de prise d'assaut de trois commissariats de police de la ville de Zahedan en Iran le 30 septembre 2022. 
La réponse des autorités iraniennes se fait particulièrement violente, puisque les pasdaran, les policiers et les bassidjis ouvrent le feu sur les manifestants, puis sur des fidèles de la Grande mosquée Makki de Zahedan, la plus grande mosquée sunnite du pays, tuant 67 personnes et en blessant plus de 300 selon des activistes baloutches,,. L'imam et le khatib de la mosquée, Abdolhamid Ismaeelzahi, qui assure le prêche (khotba) et la direction de la prière ce jour-là publie le lendemain une vidéo dans laquelle il qualifie l'évènement de « catastrophe » (faji'eh) et en tient les miliciens pro-gouvernement comme responsables. 
Cet évènement a lieu en parallèle des manifestations post-décès de Mahsa Amini qui émaillent le reste du pays, mais se fait sur des bases différentes. En effet, dans cette ville très conservatrice du sud-est de l'Iran, la principale revendication des manifestants n'est pas la levée de l'obligation de porter le voile (hidjab), mais la condamnation d'Ebrahim Kouchakzai, le commandant de police de Tchabahar, accusé d'avoir violé le 1er septembre 2022 Maho Baloch, une adolescente sunnite baloutche,.    
L'année suivante, des manifestations marquent l'anniversaire du « Vendredi sanglant ». La police riposte par des tirs à balles réelles. On dénombre une vingtaine de blessés et des dizaines d'arrestations,.    